# Kaj Kvistgaard Poulsen
Kaj Kvistgaard Poulsen (født 31. december 1942 i Nykøbing Mors) er en tidligere dansk professionel fodboldspiller. Han startede sin karriere i Nykøbing Mors IF. Han opnåede fem A-landskampe for Danmark og scorede et mål. Han blev kåret til Årets Fodboldspiller i Danmark i 1965. Han blev lærer på Give skole i et år og gik på pension efter det.
Kaj Poulsen blev uddannet som lærer fra Jelling Statsseminarium i 1966.

## Klubkarriere
- Nykøbing Mors
- Vejle Boldklub
- Hannover 96
- K Beerschot VAV (13) 1968-1970
- FC Turnhout (148) 1970-1974
- Vejle Boldklub